# 1944 (альбом)
1944 — четвёртый студийный альбом украинской певицы Джамалы. Первый релиз альбома состоялся 10 июня 2016 года в Европе лейблом «Universal Music Group», а релиз в США состоялся 10 июля того же года лейблом «Republic Records». В альбом вошли песни с альбомов All or Nothing и Подих, а также с мини-альбома Thank You. Песня «1944», с которой Джамала победила на конкурсе «Евровидение», была выпущена в качестве сингла в поддержку альбома.

## Список композиций
Все тексты написаны Джамалой.
| №                   | Название                                   | Музыка              | Длительность |
| ------------------- | ------------------------------------------ | ------------------- | ------------ |
| 1.                  | «1944» (с мини-альбома 1944)               |                     | 3:00         |
| 2.                  | «I'm Like a Bird» (с All or Nothing)       |                     | 3:33         |
| 3.                  | «Hate Love» (с Подих)                      |                     | 3:46         |
| 4.                  | «Watch Over Me» (с мини-альбома Thank You) |                     | 5:47         |
| 5.                  | «Perfect Man» (с мини-альбома Thank You)   |                     | 3:45         |
| 6.                  | «My Lover» (с мини-альбома Thank You)      |                     | 3:38         |
| 7.                  | «Drifting Apart» (c Подих)                 | «The Erised»        | 3:31         |
| 8.                  | «You'v Got Me»                             |                     | 3:24         |
| 9.                  | «Thank You» (с мини-альбома Thank You)     |                     | 3:22         |
| 10.                 | «With My Eyes» (c Подих)                   |                     | 4:33         |
| 11.                 | «Way To Home» (с Подих)                    |                     | 4:26         |
| 12.                 | «Breath» (c Подих)                         |                     | 4:29         |
| Общая длительность: | Общая длительность:                        | Общая длительность: | 48:24        |

## История релиза
| Регион | Дата         | Лейбл                 | Формат |
| ------ | ------------ | --------------------- | ------ |
| СНГ    | 10 июня 2016 | Universal Music Group | CD, ЦД |
| Европа | 10 июня 2016 | Universal Music Group | CD, ЦД |
| США    | 10 июля 2016 | Republic Records      | CD, ЦД |

## Мини-альбом
1944 — второй мини-альбом украинской певицы Джамалы, выпущенный 7 мая 2016 года специально для аудитории песенного конкурса «Евровидение 2016». Альбом содержит в себе одноимённую песню, с которой Джамала одержала победу на конкурсе 2016 года, а также песни с предыдущих альбомов певицы. Мини-альбом имеет электронное звучание, и раскрывает темы одиночества, любви и надежды на лучшее будущее.

### Список композиций
Вся музыка написана Джамалой.
| №                   | Название                                   | Текст песни          | Длительность |
| ------------------- | ------------------------------------------ | -------------------- | ------------ |
| 1.                  | «1944»                                     | Арт Антонян, Джамала | 3:00         |
| 2.                  | «Watch Over Me» (с мини-альбома Thank You) | Джамала              | 5:47         |
| 3.                  | «Hate Love» (с Подих)                      | Джамала              | 3:46         |
| 4.                  | «I'm Like a Bird» (с All or Nothing)       | Джамала              | 3:33         |
| 5.                  | «Thank You» (с мини-альбома Thank You)     | Арт Антонян          | 3:22         |
| Общая длительность: | Общая длительность:                        | Общая длительность:  | 22:28        |